# Miranda Cosgrove
Miranda Taylor Cosgrove (Los Angeles, 14 mei 1993) is een Amerikaans film- en televisieactrice, zangeres, stemactrice, presentatrice en liedjesschrijfster. Cosgrove is het bekendst door haar rollen als Megan Parker in Drake & Josh en het hoofdpersonage Carly Shay in iCarly. Ze begon haar carrière als driejarige, voornamelijk door optredens in commercials. Cosgroves filmdebuut was in 2003, als Summer Hathaway in School of Rock. Na jaren van kleine televisieoptredens werd Cosgrove bekend door Drake & Josh en later door iCarly. Cosgrove verdiende 180.000 dollar per aflevering van iCarly, wat haar een tweede positie van bestbetaalde jeugdactrice ter wereld opleverde. Door het succes van iCarly werd er een soundtrackalbum uitgegeven op 10 juni 2008, waarvan ze zelf vier nummers inzong. Cosgrove heeft op 27 april 2010 haar debuutalbum, Sparks Fly, uitgebracht.

## Jeugdjaren en ontdekking
Cosgrove werd geboren op 14 mei 1993 in Los Angeles (Californië). Ze is enig kind. Toen Cosgrove drie jaar was, werd ze ontdekt door een talentscout, terwijl ze aan het zingen en dansen was in het restaurant Taste of LA. Cosgrove zei later in een interview dat ze erg veel geluk heeft gehad. Nadat ze het aanbod aannam, kreeg ze kleine rolletjes in reclamespotjes van Burger King en Mello Yello, en deed ze modellenwerk. Vanaf haar zevende jaar deed Cosgrove audities voor televisie- en theaterproducties, wat uiteindelijk leidde tot grotere rollen in films en televisieseries.
Cosgrove ging naar de Maude Price Elementary School in Downey (Californië). Vanaf 2006 krijgt ze privéles en werkt ze volgens een E-learningsysteem.

## Carrière

### 2001-2006: Groei naar bekendheid
Cosgroves eerste televisieverschijning was in 2001 als een 5-jarige Lana Lang in de pilotaflevering van Smallville. Cosgrove maakte kort daarop haar filmdebuut in de film School of Rock (2003), met Jack Black. In deze film speelt ze de rol van Summer Hathaway, een meisje met grote ambities en veel discipline. Ze wordt uiteindelijk bandmanager van de rockband die de klas heeft gevormd. School of Rock was een populaire film, die wereldwijd zo'n 132 miljoen dollar opbracht en een beoordeling van 91% kreeg op Rotten Tomatoes. David Ansen, criticus voor Newsweek, beoordeelde haar acteerwerk als "foutloos". Cosgrove beschreef de samenwerking met Jack Black als volgt: "De eerste week wist ik niet wat me overkwam; 'Oh my god, dat is Jack Black!'. Maar de twee weken daarop gingen prima. Hij is een hilarische man. Soms moest de regisseur zelfs eisen dat hij ons niet de hele tijd aan het lachen moest maken, omdat we daardoor steeds onze concentratie verloren". Verder meende ze dat haar zangscène in de film erg lastig was. "Ik kreeg een les van 45 minuten van Jim O'Rourke van Sonic Youth, waarin hij me leerde om vals te zingen. Ik had voorafgaand al vijf jaar zangles, dus het was vrij lastig om te leren hoe je vals moet zingen. De regisseur zei steeds: 'Probeer nog valser te zingen, Miranda'", aldus Cosgrove. Ze is dankbaar voor het feit dat ze in de film speelde, omdat het haar blootstelde aan het muziekgenre classic rock. "Na de film ontdekte ik bands als Led Zeppelin en pakte ik de elektrische gitaar op".
Vanaf 2004 ging Cosgroves carrière in sneltreinvaart richting Hollywood. Ze had diverse gastrollen; in een speciale aflevering van de geanimeerde serie What's New, Scooby-Doo? en in een aflevering van het vijfde seizoen van Grounded For Life. Cosgrove kreeg haar eerste grote rol in een televisieprogramma aangeboden; het personage Megan Parker in de televisieserie Drake & Josh, waar ze naast hoofdrolspelers Drake Bell en Josh Peck speelde. De show debuteerde op 11 januari 2004 en ontving positieve reacties. Cosgrove verklaarde: "We zijn één grote familie. We kennen elkaar als geen ander, niets is nog beschamend. Het is erg comfortabel en erg leuk om zo te werken". Tijdens haar werk voor Drake & Josh ontwikkelde ze een vriendschap met Dan Schneider, de producent van de serie en bekend van diverse andere televisieseries uitgezonden door Nickelodeon, waaronder Zoey 101, The Amanda Show, Kenan & Kel en All That.
In 2005 werkte Cosgrove voor de film Here Comes Peter Cottontail: The Movie, waarin ze de rol van Munch speelde. In ditzelfde jaar had ze een gastrol in twee afleveringen van de geanimeerde televisieserie Lilo & Stitch: The Series, en speelde ze de rol van Joni in de komediefilm Yours, Mine and Ours, samen met haar collega Drake Bell. De film opende op de derde positie in de bioscopen, met een weekendopbrengst van 17.461.108 dollar in de Verenigde Staten. In 2006 kwam haar derde film uit, Keeping Up with the Steins, die vrij negatief werd beoordeeld. Ook speelde ze in dit jaar in de film The Wild Stallion (direct-naar-video). Deze film werd echter pas in 2009 uitgebracht.

#### 2007–2010:iCarlyen muziekcarrière

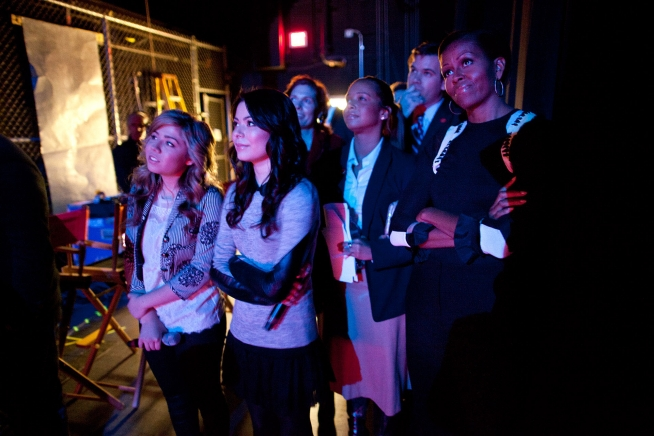
Cosgrove, samen met Michelle Obama en Jennette McCurdy, bekijken backstage een optreden.

Cosgrove begon het jaar 2007 met diverse rollen in shows van het Nickelodeon-netwerk. Haar eerste rol was in Zoey 101, een show met Jamie Lynn Spears en Victoria Justice. Cosgrove speelde vervolgens in een aflevering van Unfabulous, met Emma Roberts. Op 16 september 2007 eindigde de succesvolle televisieserie Drake & Josh, waar Cosgrove drie jaar in speelde. Cosgrove was echter al in onderhandeling over een vervolgproject, in samenwerking met Dan Schneider, waarin ze een hoofdrol kreeg. Dit concept leidde tot de productie van iCarly.
Schneider richtte iCarly op het feit dat de jeugd van tegenwoordig interesse heeft in het internet. Een uniek onderdeel van de serie was de mogelijkheid om zelf filmpjes in te sturen, die vervolgens in de show zouden worden gebruikt. Cosgrove beoordeelde het concept als volgt: "Toen ik het idee voor het eerst hoorde, klonk het als een cool idee. Als ikzelf televisie aan het kijken was, zou ik óók een video willen insturen". In de zomer van 2008 stond de show op de derde positie in de klasse 9-14 jaar. Door de "iCarly Saves TV"-televisiefilm werd de serie naar de eerste plaats geblazen, om daar vervolgens tot 2010 niet meer weg te gaan.
Cosgrove debuteerde haar zangcarrière met het nummer "Leave It All to Me", de soundtrack van haar serie iCarly. Het nummer werd geschreven door oud-collega Drake Bell en Michael Corcoran, een van de bandleden van Bell. Het nummer werd in december 2007 digitaal uitgebracht en eindigde op de 100ste plaats in de Billboard Hot 100. In juni 2008 gaf Columbia Records het soundtrackalbum van iCarly uit, genaamd iCarly: Music from and Inspired by the Hit TV Show, waarop vier nummer van Cosgrove staan ("Leave It All to Me", "Stay My Baby", "About You Now" en "Headphones On"). Dit album debuteerde op de eerste positie in de Billboard Kid Albums. Stephen Thomas Erlewine van Allmusic was van mening dat Cosgrove "haarzelf bewezen had als een sprankelende zangeres". De daaropvolgende single, Stay My Baby, behaalde de hitlijsten niet. Haar derde nummer daarentegen, About You Now, behaalde de 47e positie in de Billboard Hot 100 van januari 2009.
Cosgrove werd uitgeroepen tot een van MTV's Female Pop Rookies van 2009. In december 2008 werd een cover van het kerstnummer "Christmas Wrapping" uitgebracht, ter promotie van de televisiefilm Merry Christmas, Drake & Josh. Dit nummer was gezongen door Cosgrove en diende als soundtrack voor de film. Op 3 februari 2009 bracht Cosgrove haar eerste extended play, About You Now, exclusief in de iTunes Store uit. De ep bevat het originele nummer, een remix ervan, een remix van "Stay My Baby", en twee nieuwe nummers, "FYI" en "Party Girl". Ter promotie van de geanimeerde film Cloudy with a Chance of Meatballs (2009), zong Cosgrove het nummer "Raining Sunshine" voor de film.

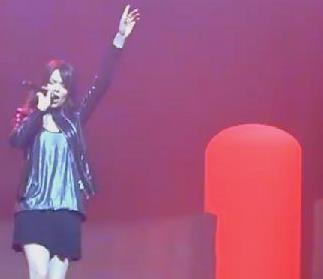
Cosgrove tijdens haar tour.

Vanaf juli 2008 zijn er plannen voor een debuutalbum voor Cosgrove. Tijdens een interview met MTV News verklaarde Cosgrove dat ze, samen met haar team, druk aan het schrijven was. In tegenstelling tot haar voorafgaande iCarly-album zou dit album anders zijn. "De nummers die ik gekozen heb, betekenen veel voor me. Het poprock-genre blijft wel van kracht, maar het niveau is volwassener. Het zijn voornamelijk nummers over liefde en rondhangen met vriendinnen", aldus Cosgrove.
Tijdens de release van de About You Now-ep werd het concept verder uitgewerkt en ontstond er een compleet beeld, waarin de volgende fase het 'inzingen van de nummers' betrof. Cosgrove beschreef de samenwerking met muziekproducenten als The Matrix en Dr. Luke, en songwriters als Leah Haywood en Daniel James, als "totaal ongeloofwaardig". Ze maakte bekend dat de meeste nummers op het album leuke, vrolijke nummers zijn, maar dat er één ballad opstond, genaamd 'What Are You Waiting For?'. Dit nummer schreef ze zelf en gaat over een meisje dat verliefd is op een jongen, maar hij voelt niet hetzelfde voor haar. Ze verklaarde later dat dit over haarzelf ging. "Er zijn zeker vrienden waarop ik verliefd ben, maar ik wil de vriendschap niet bederven". Het album debuteerde uiteindelijk op 27 april 2010, en de hoofdsingle van het album, "Kissin' U", kreeg zijn debuut tijdens de radioshow van Ryan Seacrest op 12 maart 2010, waarna hij uitgebracht werd op 23 maart 2010. Het album, Sparks Fly, debuteerde op de achtste positie in de Amerikaanse Billboard 200.

### 2010-heden: Vervolg muziek- en televisiecarrière
Cosgrove tekende op 12 februari 2010 een contract met Neutrogena, om te dienen als nationale ambassadeur voor het cosmeticabedrijf Een paar maanden later, in juli 2010, was Cosgrove te horen in de geanimeerde film Despicable Me, als Margo, het geadopteerde dochtertje van Steve Carrell, die de rol van Gru speelde. In januari 2011 maakte Cosgrove bekend dat ze een nieuwe ep ging uitbrengen, genaamd High Maintenance. Van deze ep zouden twee singles worden uitgebracht. Het eerste nummer, "Dancing Crazy", werd geschreven door Max Martin, Shellback en Avril Lavigne, en geproduceerd door Martin en Shellback. Het nummer debuteerde op de veertigste positie in de Billboard Adult Pop Songs. Haar volgende single, High Maintenance, is geschreven en gezongen door Cosgrove en Rivers Cuomo, zanger van Weezer.
Vanaf 24 januari 2011 tot 20 februari 2011 hield Cosgrove haar eerste tour, de Dancing Crazy Tour, door de Verenigde Staten. Greyson Chance verzorgde de openingsact. In april werd bekendgemaakt dat de tour zou worden verlengd naar de rest van de Verenigde Staten, Canada en Brazilië. De tour duurde oorspronkelijk van juli 2011 tot november 2011, maar werd op 11 augustus 2011 stilgelegd wegens een verkeersongeluk met de tourbus van de crew. Cosgrove liep een gebroken enkel op.
Op 2 mei 2011 begon Cosgrove met de opnames van het vijfde seizoen van iCarly. Hierna volgt nog een zesde seizoen dat in de lente in Amerika te zien zal zijn. De opnames van dat seizoen zijn begonnen op 30 januari 2012.
Van juni 2021 tot en met de zomer van 2023 hernam Cosgrove haar hoofdrol als Carly Shay in de vernieuwde iCarly voor volwassenen, voor het streamingdienst Paramount+.

## Persoonlijk leven
Cosgrove had een poedel genaamd Pearl als huisdier. Toen deze in 2012 op 14-jarige leeftijd overleed aan nierfalen, zei ze het volgende tegen People Magazine: “Pearl was een deel van ons gezin en omdat ik enig kind ben, was ze erg belangrijk voor mij.”
Sinds de herfst van 2012 gaat Cosgrove naar de University of Southern California. Zij heeft besloten daar te studeren, opdat ze bij haar familie kan blijven en door kan gaan met acteren. In oktober 2012 kocht Cosgrove een huis voor 2,65 miljoen dollar met drie slaapkamers en een oppervlakte van 269,42m². Het huis bevindt zich op twintig minuten vanaf waar ze studeert.

## Filmografie

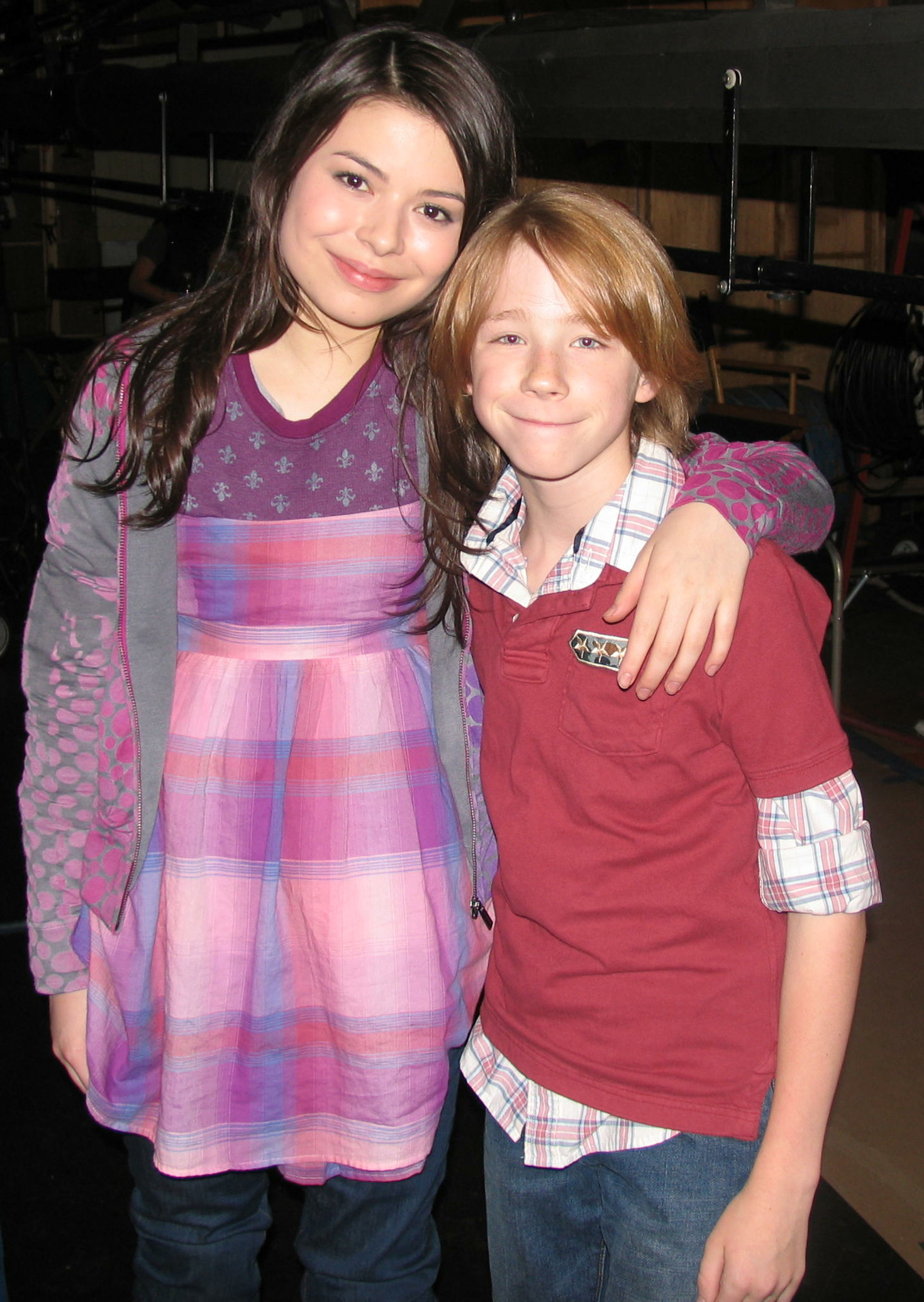
Cosgrove, samen met Joey Luthman, tijdens de opnames van "iCarly" in mei 2009

## Discografie

### Albums
- Sparks Fly (2010)

### Extended plays
- About You Now (2009)
- High Maintenance (2011)

### Soundtracks
- iCarly (soundtrack) (2008)
- iCarly (soundtrack) (2012)

## Prijzen en nominaties
| Jaar | Prijs                                     | Categorie                                                               | Titel                | Resultaat   |
| ---- | ----------------------------------------- | ----------------------------------------------------------------------- | -------------------- | ----------- |
| 2004 | Young Artist Award                        | Beste jonge nieuwkomer                                                  | School of Rock       | Genomineerd |
| 2004 | MTV Movie Awards                          | Beste On-Screen Team                                                    | School of Rock       | Genomineerd |
| 2006 | Young Artist Awards                       | Beste optreden in een film - Jong                                       | Yours, Mine and Ours | Genomineerd |
| 2007 | Young Artist Awards                       | Beste optreden in een televisieserie - Bijrol Jong                      | Drake & Josh         | Genomineerd |
| 2008 | Young Artist Awards                       | Beste optreden in een televisieserie - Hoofdrol Jong                    | iCarly               | Genomineerd |
| 2008 | Nickelodeon Kids' Choice Awards           | Favoriete televisieshow                                                 | iCarly               | Genomineerd |
| 2008 | Nickelodeon Kids' Choice Awards           | Favoriete televisieshow                                                 | Drake & Josh         | Gewonnen    |
| 2009 | Nickelodeon Kids' Choice Awards           | Favoriete televisieactrice                                              | iCarly               | Genomineerd |
| 2009 | Nickelodeon Kids' Choice Awards           | Favoriete televisieshow (Gedeeld met de cast van iCarly)                | iCarly               | Gewonnen    |
| 2009 | Young Artist Awards                       | 'Outstanding' in een televisieserie - Jong                              | iCarly               | Genomineerd |
| 2009 | Young Artist Awards                       | Beste optreden in een televisieserie (Comedy of Drama) - Hoofdrol Jong  | iCarly               | Gewonnen    |
| 2009 | Teen Choice Awards                        | Televisieactrice: Comedy                                                | iCarly               | Genomineerd |
| 2010 | Nickelodeon Kids' Choice Awards           | Favoriete televisieactrice                                              | iCarly               | Genomineerd |
| 2010 | Nickelodeon Kids' Choice Awards           | Favoriete televisieshow (Gedeeld met de cast van iCarly)                | iCarly               | Gewonnen    |
| 2010 | Young Artist Awards                       | 'Outstanding' in een televisieserie - Jong                              | iCarly               | Genomineerd |
| 2010 | Young Artist Awards                       | Beste optreden in een televisieserie (Comedy of Drama) - Hoofdrol Jong  | iCarly               | Genomineerd |
| 2010 | Teen Choice Awards                        | Televisieactrice: Comedy                                                | iCarly               | Genomineerd |
| 2010 | Teen Choice Awards                        | Beste lach                                                              | Zichzelf             | Genomineerd |
| 2010 | Teen Choice Awards                        | Muziek: Doorbraak artiest - Vrouwelijk                                  | Sparks Fly           | Genomineerd |
| 2010 | Nickelodeon Kids' Choice Awards Mexico    | Favoriet internationale personage in een televisieserie: Vrouwelijk     | Carly Shay           | Gewonnen    |
| 2010 | Nickelodeon Australian Kids' Choice Award | Favoriete televisieactrice                                              | iCarly               | Genomineerd |
| 2011 | Young Artist Awards                       | Beste optreden in een televisieserie (Komedie of drama) - Hoofdrol jong | iCarly               | Genomineerd |
| 2011 | Kids' Choice Awards 2011                  | Favoriete televisieactrice                                              | iCarly               | Genomineerd |
| 2011 | Teen Choice Awards                        | Televisieactrice: Komedie                                               | iCarly               | Genomineerd |
| 2011 | Gracie Allen Awards                       | "Outstanding Female Rising Star in a Comedy"                            | iCarly               | Gewonnen    |
| 2011 | Common Sense Media Awards                 | Beste voorbeeld voor de jeugd                                           | Zichzelf             | Gewonnen    |
| 2012 | Kids' Choice Awards 2012                  | Favoriete televisieactrice                                              | iCarly               | Genomineerd |
| 2012 | Hollywood Teen TV Awards                  | Favoriete televisieactrice                                              | iCarly               | Genomineerd |
| 2012 | Teen Choice Awards                        | Favoriete televisieactrice in een komedie                               | iCarly               | Genomineerd |
| 2012 | Teen Choice Awards                        | Acuvue Inspire Award                                                    | Zichzelf             | Gewonnen    |
| 2012 | Young Hollywood Awards                    | Cross-Over van het jaar                                                 | Zichzelf             | Gewonnen    |
| 2013 | Kids' Choice Awards 2012                  | Favoriete televisieactrice                                              | iCarly               | Genomineerd |
| 2013 | Meus Prêmios Nick Brazil                  | Favoriete televisieactrice                                              | iCarly               | Gewonnen    |
| 2014 | Kids' Choice Awards 2014                  | Favoriete stem in een geanimeerde film                                  | Despicable Me 2      | Gewonnen    |